# 玉竹
玉竹，假叶树科黄精属植物，又名萎蕤、尾参、地管子、铃铛菜。

## 形态
多年生草本，地下具有竹鞭状肉质根状茎；椭圆形叶子互生，带革质；初夏开绿白色钟状花，花腋生，花柄常作两分叉，顶端各生一花，下垂；暗蓝色球形浆果，结果一般在8－9月份。

## 分布
野生的玉竹一般生长在山坡草丛或林间的阴湿处，中国大部分省分都有分布，例如：江蘇、遼寧、湖南、浙江，日本也有分布。

## 药用
中医上以根茎入药，性平、味甘，是滋补强壮之药，可以养阴润燥，生津止渴，主治热病伤阴、虚热燥咳、消渴等症。
在化學層面，玉竹裡含有鈴蘭苷﹑黏液質等成份，能夠幫助消除胰島素抵抗，修復胰島細胞，增加胰島素的敏感性，進而調節血糖水平。

## 延伸阅读
[在维基数据编辑]
 《植物名實圖考·萎蕤》，出自吳其濬《植物名實圖考》

## 外部連結
- 昆明植物研究所. . 《中国高等植物数据库全库》. 中国科学院微生物研究所.   [2009-02-24]. （原始内容存档于2016-03-05）.
- 玉竹 Yuzhu （页面存档备份，存于） 藥用植物圖像數據庫 (香港浸會大學中醫藥學院) （中文）（英文）
- 玉竹 中藥材圖像數據庫  (香港浸會大學中醫藥學院) （中文）（英文）
- 玉竹 Yu Zhu （页面存档备份，存于） 中藥標本數據庫 (香港浸會大學中醫藥學院) （繁體中文）（英文）